# Тель-Авівський університет
Тель-Авівський університет (івр. אוניברסיטת תל-אביב; англ. Tel Aviv University, TAU) — один із найбільших університетів в Ізраїлі, розташований у місті Тель-Авіві.
Станом на середину 2005 року в університеті навчаються близько 30 тисяч студентів.
Тель-Авівський університет (адміністрація) розташований за адресою: Рамат-Авів, Тель-Авів 69978.

## Структура закладу
У структуру Тель-Авівського університету входять 9 факультетів:
- Факультет мистецтв ім. Каца.
- Факультет інженерії ім. Флейшмана
- Факультет природничих наук ім. Заклера
- Факультет гуманітарних дисциплін ім. Ентіна
- Факультет юриспруденції ім. Бухмана
- Факультет біологічних наук ім. Візе
- Факультет менеджменту ім. Реканаті
- Факультет медицини ім. Заклера
- Факультет соціальних дисциплін ім. Гордона

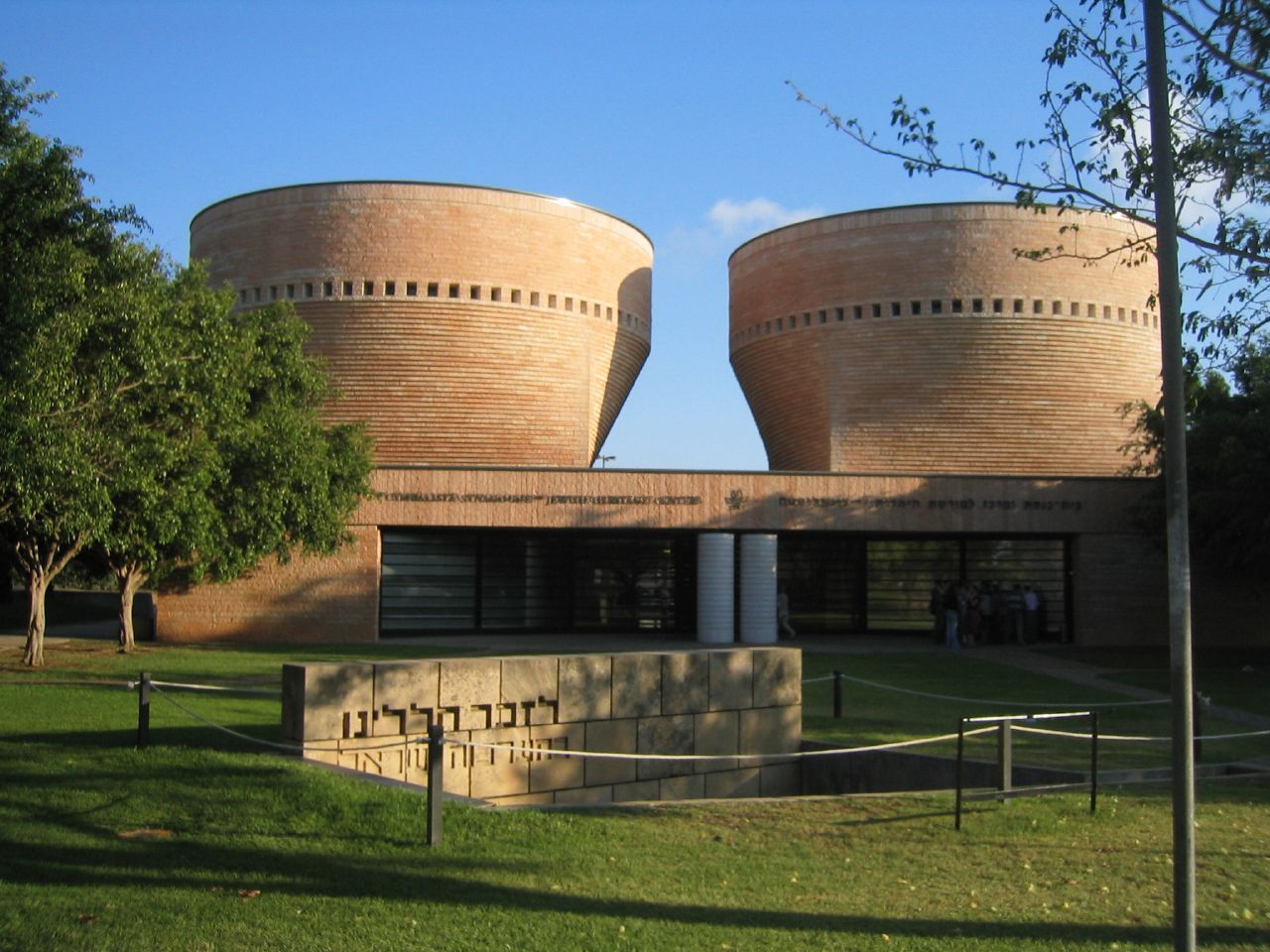
Синагога Цимбаліста і Центр єврейської спадщини, травень 2005 року

В університеті здійснюється навчання в галузі кіно і телебачення, а також сурдопедагогіки.
При університеті діють понад 80 науково-дослідних інститутів, астрономічна обсерваторія, ботанічний сад. У складі університету численні аудиторії, кампуси, лабораторії, бібліотеки, культові споруди і декілька музеїв, зокрема синагога Цимбаліста, Центр єврейської спадщини, артгалерея. Заклад є автономним і самоуправним.

## З історії університету
Тель-Авівський університет утворено в 1956 році шляхом об'єднання низки навчальних закладів. Особливу роль у становленні університету відіграла заснована низкою єврейських інтелектуалів (П. Дікштейн, Ш. Ейзентат, М. Лезерзон, Б. Шив) у 1935 році Вища Школа юриспруденції та економіки.

## Відомі люди
У різний час в університеті викладали і навчалися чимало відомих ізраїльських вчених і науковців, громадських і політичних діячів, діячів культури (Омер Бартов, Арієль Шарон, Ш. Бен-Амі, Ілан Рамон, Таня Рейнхарт, Леонід Горовець та ін.).

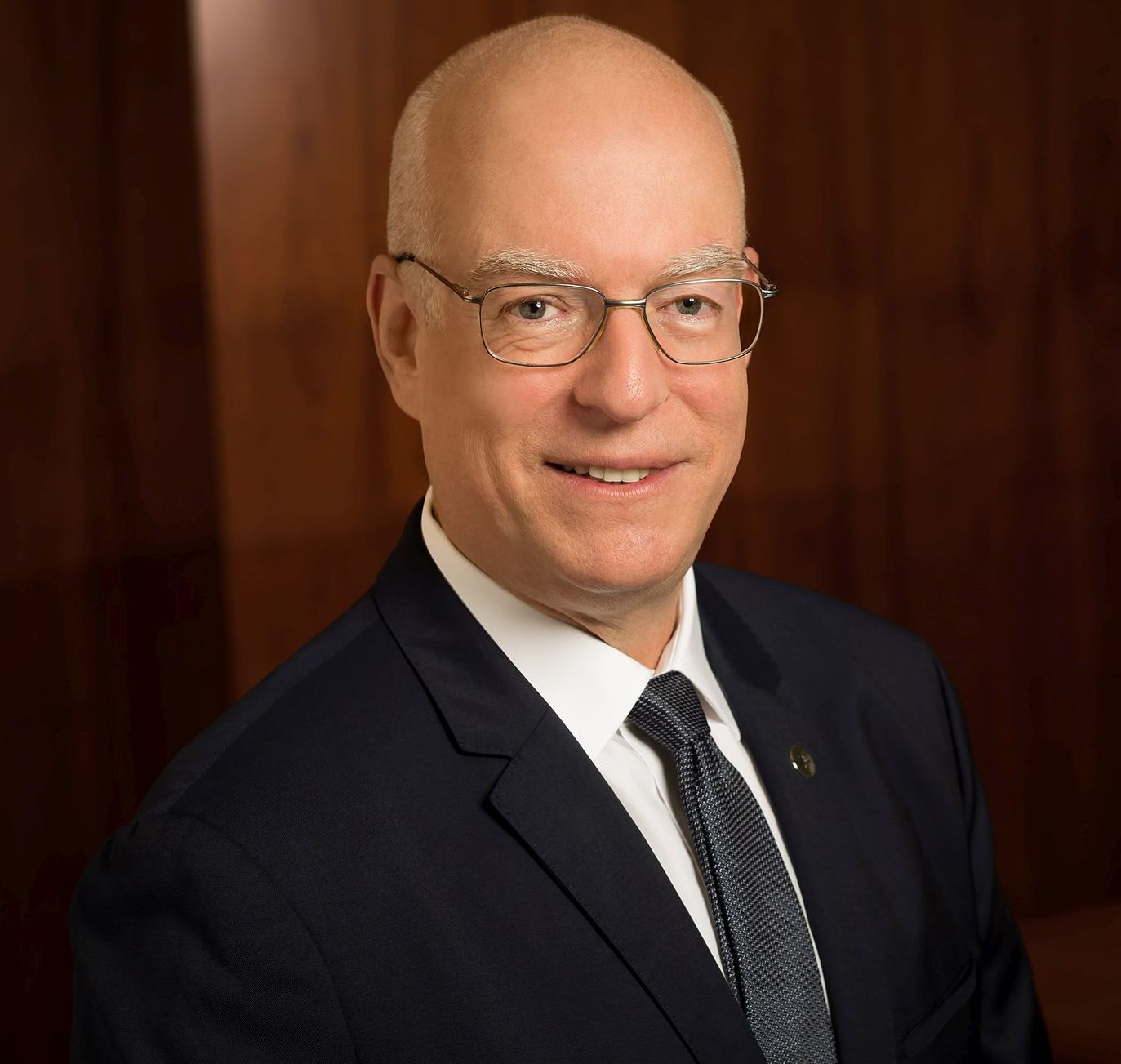
Аріель Порат — президент Тель-Авівського університету

До визначних членів факультетів належать (колишніх і теперішніх):
- Якір Агаронов — фізик
- Нога Алон — математик
- Шломо Бен-Амі — історик, колишній міністр закордонних справ
- Аталя Бреннер — феміністична біблійна науковиця
- Лев Вайдман — фізик
- Бенджамін Ісаак — історик
- Давід С. Катц — історик
- Цві Ларон — вчений-ендокринолог
- Віталій Мільман — математик
- Юваль Неєман (1925—2006) — фізик, колишній міністр науки і технологій
- Аріель Порат — науковець з правознавства і президент Тель-Авівського університету
- Аріель Рубінштейн — економіст
- Леонард Сасскінд — фізик
- Марґаліт Фінкельберґ — історикиня і лінгвістка
- Ісраель Фінкельштейн — археолог
- Їзраель Фрідман — історик
- Аніта Шапіра — історикиня
- Даніель Хамовіц — біолог
- Бренда Шаффер — американський та ізраїльський політолог